# Куянівська волость
Куянівська волость — адміністративно-територіальна одиниця Сумського повіту Харківської губернії.

Найбільше поселення волості станом на 1914 рік:
- село Кальченкове — 1270 мешканців.

Старшиної волості був Дудченко Петро Кузьмич, волосним писарем — Зубко Гнат Федотович, головою волосного суду — Тищенко Петро Матвійович.